# Melchior von Meckau
Melchior von Meckau (ur. w 1440 w Miśni, zm. 3 marca 1509 w Rzymie) – germański kardynał.

## Życiorys
Urodził się w 1440 roku w Miśni, jako syn Gaspara von Meckau. Studiował w Lipsku i na Uniwersytecie Bolońskim, gdzie uzyskał doktorat z prawa. Następnie został proboszczem w Magdeburgu, a następnie dziekanem kapituły katedralnej w Miśni. 22 marca, na prośbę Maksymiliana I został wybrany biskupem koadiutorem Bressanone, a niecały miesiąc później wybór został zatwierdzony przez Kościół. Większość czasu spędzał jednak w Innsbrucku, będąc kanclerzem księcia Zygmunta Habsburga. W 1488 roku przejął diecezję po swoim poprzedniku i 15 lipca przyjął sakrę. Wówczas osiadł na stałe w Bressanone, a gdy opuszczał granice diecezji, przekazywał tymczasową władzę rządowi Tyrolu. 31 maja 1503 roku został kreowany kardynałem prezbiterem i otrzymał kościół tytularny San Nicola inter Imagines. Cesarz mianował go ambasadorem przy Juliuszu II. Kardynał był odpowiedzialny za przygotowanie uroczystości koronacji Maksymiliana I na cesarza rzymskiego, która miała się odbyć w Rzymie. Ponieważ Wenecjanie nie chcieli przepuścić Habsburga, uroczystość odbyła się w Trydencie, a zaraz potem rozpoczęła się wojna przeciwko Republice Weneckiej. Melchior von Meckau zmarł 3 marca 1509 roku w Rzymie.